# Fatehpuri Masjid

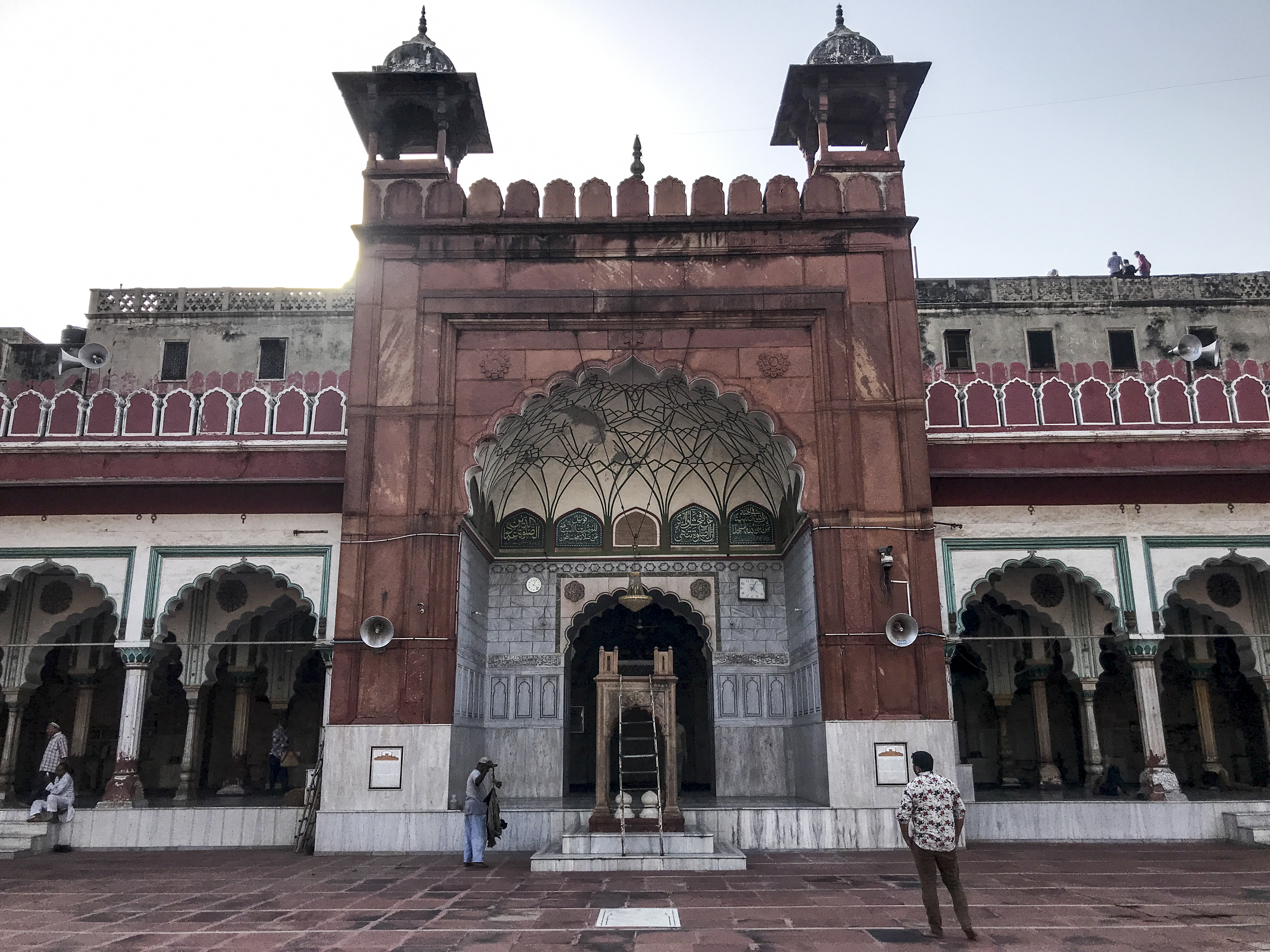
Fatehpuri Masjid dans le Vieux Delhi.

Fatehpuri Masjid est une mosquée du XVIIe siècle située à l'extrémité ouest de Chandni Chowk. Elle se situe en face du Fort Rouge à l'extrémité opposée de Chandni Chowk.

## Histoire
Fatehpuri Masjid a été construite en 1650 par Fatehpuri Begum, une des épouses de l'empereur Shâh Jahân.
Les Anglais, après la Révolte des cipayes en 1857, avaient attribué aux enchères la mosquée à Rai Lala Chunnamal pour 19 000 roupies. Plus tard, en 1877, elle a été acquise par le gouvernement en échange de quatre villages et a été restituée aux musulmans par l'assemblée du Delhi Durbar lorsque les Anglais eurent permis aux musulmans de revenir dans Old Delhi. Une mosquée similaire appelée Akbarabadi Masjid (en) construite par l'Akbarabadi Begum a été détruite par les Britanniques.
Le Khari Baoli, qui est le plus grand marché aux épices de l'Inde, a été progressivement développé après la construction de la mosquée.
Les fêtes musulmanes Aïd el-Fitr et Aïd al-Adha sont célébrées à la mosquée.
Le mufti Mukarram Ahmad (en) est le mufti en chef et l'imam de la mosquée et a été imam pendant plus de 42 ans, son père Maulana Ahmad Mufti Mohammad l'ayant été avant lui.

## Architecture
La mosquée a été construite en utilisant du grès rouge et elle possède un dôme cannelé avec Mahāpadma sur le dessus. Flanquée de minarets, la mosquée a une conception traditionnelle avec la salle de prière ayant des ouvertures de sept cambrés.
L'iwan central est flanqué de trois arcs de chaque côté.